# Patrick Webster
Patrick Webster OSB (ur. 24 kwietnia 1924 w Castries, zm. 24 lipca 1989) – duchowny katolicki Saint Lucia  posługujący także na Grenadzie, biskup Saint George’s 1970-1974 i arcybiskup Castries 1974-1979.

## Życiorys
Święcenia kapłańskie otrzymał w dniu 30 czerwca 1957.
26 czerwca 1969 papież Paweł VI mianował go biskupem pomocniczym diecezji Saint George’s na Grenadzie ze stolicą tytularną Ottocium. 31 sierpnia tego samego roku z rąk arcybiskupa Gordona Pantina przyjął sakrę biskupią. 7 marca 1970 objął obowiązki biskupa diecezjalnego, a 18 listopada 1974 otrzymał godność arcybiskupa i rozpoczął pracę w Castries w Saint Lucia. 10 maja 1979 na ręce papieża Jana Pawła II złożył rezygnację z zajmowanej funkcji.
Zmarł 24 lipca 1989.